# 松本動
松本 動（まつもと ゆるぐ、1969年（昭和44年）10月14日 - ）は、日本の映画監督、脚本家、テレビのディレクター。東京都立川市出身。

## 人物
テレビの再現ドラマや企業VPドラマの脚本・監督をする一方、自主映画を制作して、数々の賞を得る。
2019年に初の「星に語りて-Starry Sky-」で長編映画デビューする。
。

## 来歴

### 生い立ち
1969年に東京都立川市に生まれ、現在も立川市に在住である。
1991年に、専門学校インテリアセンタースクール（現 環境造形学園 専門学校ICSカレッジオブアーツ）インテリアデザイン科を卒業。
1992年に、イメージフォーラム付属映像研究所を第15期生として、卒業。
イメージフォーラム付属映像研究所在学中から、8mmフィルムにて自由映画制作を始め、短編・中編作品を10本程撮る。
その後、石井隆監督の「TOKYO G.P.」に初めて助監督として参加したあと、様々な作品に演出部として参加。
最後の演出部従事作品は、大林宣彦監督「花筐/HANAGATAMI」での監督補佐である。
また脚本家としては、第3回MPA/DHUフィルムワークショップシノプシスコンテストにて「つれづれ」が優秀作品に選出され、カルロス・サルダーニャ監督（「アイス・エイジ2」「ブルー」他）から評価される。同作は脚本としても、サンダンス・インスティテュート/NHK賞2018にてベスト9に選出されている。

### 監督として
現在は、テレビの再現ドラマや企業VPドラマの脚本・監督をメインに活動しており、20年ぶりに自主制作した短篇映画「ミックス」が、横浜映像天国にてグランプリを受賞し、自主映画活動も再開する。
最新作の短編「カセットテープ」は、第6回八王子Short Film映画祭にてプレミア上映され、グランプリ＆観客賞のW受賞し、第23回横浜映像天国でもグランプリ＆主演女優賞のW受賞を果たし、同映画祭グランプリ4連覇を成し遂げる。
他には乃木坂46のメンバー”大園桃子”主演のショートムービー「バージン・ブリーズ」を脚本・監督する。

## 作品

### 助監督での主な作品経歴
- 「TOKYO G.P.」（監督：石井隆）（2001)
- 「ALWAYS 続・三丁目の夕日」（監督：山崎貴）
- 「チーム・バチスタの栄光」（監督：中村義洋）
- 「ハッピーエンド」（監督：山田篤宏）
- 「BOX 袴田事件 命とは」（監督：高橋伴明）
- 「スイートリトルライズ」（監督：矢崎仁司）
- 「笑う警官」（監督：角川春樹）
- 「鐘楼のふたり」（監督：五藤利弘）(2013)
- 「ハーメルン」（監督：坪川拓史）
- 「甘い鞭」（監督：石井隆）（2013）
- 「Father」（監督：市原直・杉山嘉一・月野木隆）（2014）
- 「野のなななのか」（監督：大林宣彦）（2014）
- 「mini万能鑑定士Q」（監督：佐藤信介）
- 「いのちのコール　ミセスインガを知っていますか」（監督：蛯原やすゆき）（2014）
- 「人の望みの喜びよ」（監督：杉田真一）（2015）
- 「花筐/HANAGATAMI」（監督：大林宣彦）（2017）

### 監督での主な作品経歴
- 「あづさ」（1992）
- 「紅涙」（1993）
- 「観覧自由」（1993）
- 「野のなななのか・予告編（全8種）映画『野のなななのか』予告編」（2013）
- 「フジテレビ開局55周年特別番組 激動！世紀の大事件」（2014）
- 「フジテレビ報道スクープSP激動！世紀の大事件Ⅱ」（2014）
- 「ミックス（夕日短篇四部作 第一章）」（2015）
  - 第20回 横浜映像天国 グランプリ
- 「フジテレビ報道スクープSP激動！世紀の大事件Ⅲ」（2015）
- 「中部電力㈱VPドラマ」（2015）
- 「ガチャガチャ/ GACHA GACHA」（2016）
  - 第21回 横浜映像天国 グランプリ＆審査員賞 W受賞
  - 2016 Tokyo 48Hour Film Project 最優秀観客賞/グループA＆最優秀撮影賞（鈴木雅也） W受賞
  - 2016 P-LABO映画祭 最優秀男優賞　
  - 第六次 米子映画事変３分映画宴 審査員特別賞
  - 第3回 取手映画祭 松村克弥監督賞
  - 第8回 ポレホ゜レ映画祭 ショートムービー部門 観客賞
  - 第6回 OKAYAMAショートムービーフェスティバル フラスコ賞
- 「バージン・ブリーズ」（2017）
- 「花筐/HANAGATAMI・予告編（全8種）大林宣彦監督×檀一雄原作『花筐／HANAGATAMI』予告編」（2017）
- 「フジテレビ 衝撃スクープSP 金正男暗殺の真相 ～北朝鮮・史上最大の兄弟ゲンカ全記録～」（2017）
- 「フジテレビ報道スクープ SP激動！世紀の大事件Ⅴ」（2017）
- 「公衆電話」（2018）
  - 第22回 横浜映像天国 グランプリ　[2]
  - ショートショートフィルムフェスティバル＆アジア2018 ジャパン部門ベストアクター（入江崇史）
  - 第5回 岩槻映画祭 最優秀作品賞&観客賞
  - 星降る。動物園シネマ みさき公園賞（グランプリ）
  - 第10回 福岡インディペンデント映画祭

2018 優秀賞
- - 第17回 小津安二郎記念蓼科高原映画祭・短編映画コンクール入賞
  - 第11回 オイド映画祭東京 短編コンペティション演技部門 特別賞（入江崇史)
  - 第14回 山形国際ムービーフェスティバル 2018NID東北賞
  - 2018 東京神田ファンタスティック映画祭 神保町映画祭賞
  - 第11回 おもいがわ映画祭 監督賞
  - 第3回 妙善寺映画祭 最優秀妙善寺賞＆最優秀オーディエンス賞 W受賞
- 「カセットテープ」（2018）
  - 第6回 八王子ShortFilm映画祭 グランプリ＆観客賞 W受賞[3]
  - 第23回 横浜映像天国 グランプリ＆主演女優賞（菅井玲) W受賞
- 「フジテレビ報道スクープSP激動！世紀の大事件Ⅵ」(2019）
- 「星に語りて-Starry Sky-」(2019） ※きょうされん40周年記念映画

### エピソート゛
- 地元立川市で開催されている「映画制作ワークショップ」の講師や、「立川名画座通り映画祭」の審査員を務める[4]など、立川市における映画文化の発展に繋がる活動も、精力的に行っている。

- 映像制作の世界に身を置きつつ、kerosene heater（石油ストーブ）のマニアであり、約60台の石油ストーブをコレクションしている。今までに自身でオーバーホールした石油ストーブの数は100台を超えており、夢はkerosene heaterの書籍出版。

- 2019年7月6日7日に、高円寺シアターバッカスにて、松本動の特集上映会が2日間開催され、「星に語りて-Starry Sky-」「ミックス」「ガチャガチャ/GACHA GACHA」「公衆電話」「カセットテープ」が上映された[5]。